# Mina canta Valentina
Mina canta Valentina, pubblicato nel 1982, è un CD singolo della cantante italiana Mina.

## Il disco
Pubblicato dalla Raro! Records, si tratta di un brano estratto dall'album contenente la colonna sonora originale del film del 1972 "La morte accarezza a mezzanotte", diretto da Luciano Ercoli.
Mina vocalizza sul pezzo Controluce parte integrante della colonna sonora, composta dal maestro Gianni Ferrio, nell'album Mina appare anche in un altro brano, Per arrivare a domani, non incluso in questo CD. Strano che fra gli accrediti autorali compaia anche Antonio Amurri, visto che l'unica parola pronunciata nel brano è proprio Valentina.
La copertina riporta un disegno del fumetto Valentina di Guido Crepax, anche se non c'entra nulla con il film.

## Tracce
1. Valentina (Controluce) - 2:57 -
 (Gianni Ferrio-Antonio Amurri) Edizioni Ariete (1973)